# Carlos Zamora
Carlos Alberto Zamora Castellanos (Guadalajara, Jalisco, México, 14 de enero de 1996) es un futbolista mexicano, juega como defensa y su actual equipo es el Tepatitlán FC de la Liga de Expansión MX.

## Trayectoria

### Inicios y Club Deportivo Guadalajara
Ingresa a las Fuerzas Básicas de Club Deportivo Guadalajara, en el año 2011 a la edad de 13 años donde jugó en fuerzas inferiores.
Comenzó jugando en las categorías Sub-17, Sub-20 y en el equipo de Segunda División Chivas Rayadas.

### Deportivo Tepic
En el Clausura 2016 el técnico Matías Almeyda, no requirió de sus servicios y fue enviado al Deportivo Tepic, en calidad de préstamo por 1 año sin opción a compra.
Debuta el 7 de febrero de 2016, contra los Leones Negros.
Fue factor del equipo durante el Clausura y Apertura, donde se convirtió en titular indiscutible.

### Club Deportivo Guadalajara
Para el Apertura 2017, el técnico Matías Almeyda, pidió de vuelta al jugador convirtiéndose en el primer refuerzo de cara al Apertura 2017.

### Club Atlético Zacatepec
El 7 de junio de 2018 se hace oficial su préstamo al Club Atlético Zacatepec por un año sin opción a compra.

## Clubes
| Club                       | País   | Año             |
| -------------------------- | ------ | --------------- |
| Deportivo Tepic            | México | 2016            |
| Club Deportivo Guadalajara | México | 2017            |
| Club Atlético Zacatepec    | México | 2018 - 2019     |
| Tampico Madero Fútbol Club | México | 2019 - 2020     |
| Club Deportivo Tapatío     | México | 2020 - 2021     |
| Querétaro Fútbol Club      | México | 2022            |
| Tepatitlán Fútbol Club     | México | 2023 - Presente |

## Palmarés

#### Campeonatos internacionales
| Título                        | Club        | País   | Año  |
| ----------------------------- | ----------- | ------ | ---- |
| Liga Campeones de la Concacaf | Guadalajara | México | 2018 |